# Maurzyce
Maurzyce is een plaats in het Poolse district  Łowicki, woiwodschap Łódź. De plaats maakt deel uit van de gemeente Zduny en telt 214 inwoners.